# Efecte Coolidge
En biologia i psicologia, l'efecte Coolidge és un fenomen observat en la pràctica totalitat de les espècies de mamífers en els quals s'ha testat i en virtut del qual els mascles (i les femelles en menor mesura) mostren un augment de la disposició a mantenir relacions sexuals davant la presència de nous companys receptius.
El terme s'atribueix a l'etòleg Frank A. Beach, que el va encunyar l'any 1955, per suggeriment d'un estudiant seu. Explica el neologisme a partir de:
| « | un vell acudit sobre Calvin Coolidge quan era President dels Estats Units... Al President i a la Sra. Coolidge els estaven mostrant per separat una granja experimental governamental. Quan la Sra. Coolidge va accedir a l'àrea de les gallines, va adonar-se'n que un dels galls s'aparellava amb molta freqüència. Va preguntar a l'encarregat per la freqüència d'aquests aparellaments i l'encarregat respongué: «Dotzenes de cops al dia». La Sra. Coolidge va dir: «Expliqui-ho al president quan passi per aquí». Quan li ho van explicar, Coolidge va demanar: «Sempre amb la mateixa gallina?». Li varen respondre: «Oh, no, senyor President, amb una gallina diferent cada vegada». El president Coolidge va afegir: «Expliqui-ho a la Sra. Coolidge». | » |

## Proves empíriques
Els experiments originals amb rates van seguir el següent protocol sanitari: Una rata mascle era situada a l'interior d'un tancat amb quatre o cinc rates femella en zel. La rata mascle començava a aparellar-se amb totes les rates femella repetides vegades fins a quedar exhaust. Malgrat que les rates femella començaven a llepar-lo i estimular-lo perquè continués, la rata mascle no responia. Tanmateix si s'introduïa una nova rata femella a la caixa, la rata mascle trobava les forces per aparellar-se una vegada més amb la nova companya. Aquest fenomen no es limita a Rattus norvegicus i s'atribueix a un increment en els nivells de dopamina i els seus efectes subsegüents al sistema límbic.
Els mascles humans experimenten un període refractari després d'ejacular, per la qual cosa són temporalment incapaços d'encadenar diverses relacions sexuals amb la mateixa companya i requereix cert temps la recuperació completa de la funció sexual. L'efecte Coolidge és un fenomen a causa del qual el període refractari post ejaculador es veu reduït o eliminat si es troba disponible una nova companya sexual. Aquest efecte ha estat citat pels biòlegs evolutius com la raó per la qual molts mascles mostren més interès que no pas les femelles en mantenir relacions sexuals amb diferents companyes.
A pesar que l'efecte Coolidge sol fer referència al cas dels mascles que presenten una renovada excitació sexual davant la presència d'una nova femella, Lester i Gorzalka varen desenvolupar un model per determinar si aquest efecte també es produïa entre les femelles. En el seu experiment pel qual varen fer servir hàmsters en lloc de rates, es va trobar que aquest efecte també es produeix en les femelles, això sí, en menor mesura.